# Jean Vuillet
Pour les articles homonymes, voir Vuillet.
Jean François Vuillet (Paris, 30 septembre 1877 - Toulon, 1er août 1961) est un agronome et explorateur français.

## Biographie
Il dirige en 1899 des expéditions scientifiques en haute Falémé, haute Gambie et dans le moyen Niger. Il établit alors des études importantes sur les arbres utiles de l'Afrique comme le karité.
Il devient ensuite chef du Service de l'agriculture du Haut-Sénégal et Niger et Inspecteur général de l'agriculture coloniale (1905). De 1908 à 1913, il herborise toute la Haute-Volta.
Il est élu à l'Académie des sciences d'Outre-Mer en 1922 et est fait chevalier de la Légion d'honneur le 10 août 1922.

## Travaux
- Étude du karité, 1900
- Les kolatiers et les kolas, 1907
- Le karité et ses produits, 1911
- Bombax nouveaux du Moyen-Niger, avec François Pellegrin, 1913
- Les Pucerons du Sorgho au Soudan français, 1914
- Les Oléagineux sauvages de l'Ouest-Africain, 1919
- Reflets d'Asie sur l'Ouest Africain, 1954